# Iperrealismo

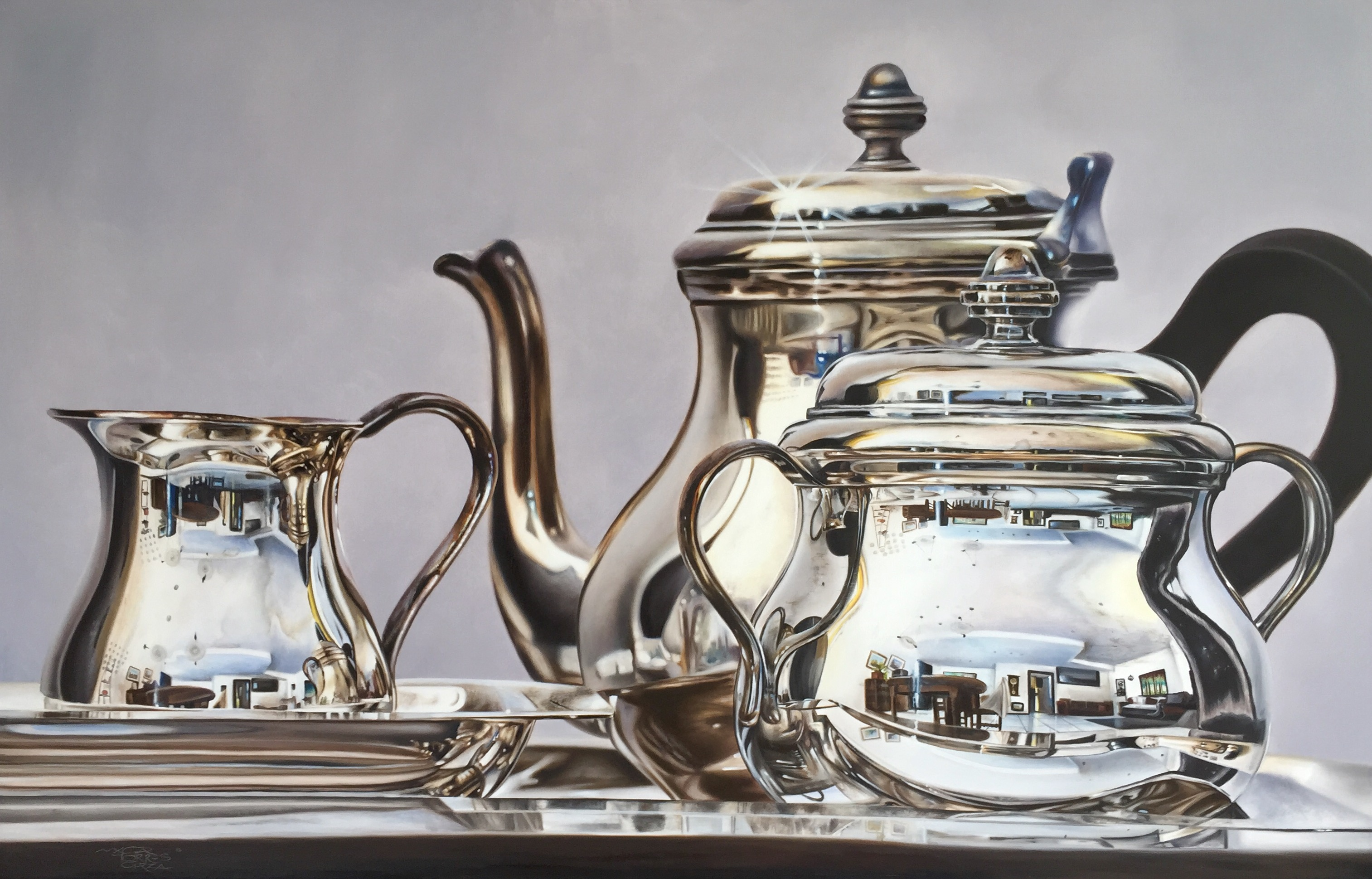
Magda Torres Gurza, La hora del tè (2015)

L'iperrealismo è un genere di pittura e scultura, i cui artisti si servono di tecniche fotografiche e di una meccanica di riproduzione della realtà per costruire l'illusionismo delle proprie tele e delle proprie sculture. I soggetti più ricorrenti sono figure umane, scenari cittadini oppure oggetti inanimati descritti con uno stile spesso influenzato dalla pubblicità: colori aggressivi, inquadrature fortemente concentrate sul soggetto principale. Per poter riprodurre la realtà in maniera rigorosa, gli iperrealisti si servono in genere di fotografie molto ingrandite per le pitture o di calchi dal vivo per le sculture, per realizzare quanti più dettagli possibili, in una vera e propria "forma maniacale". Il termine si applica principalmente a un movimento artistico indipendente negli Stati Uniti e in Europa ed è considerato un avanzamento del fotorealismo.

## Storia
Il fenomeno dell’iperrealismo, derivato dalla pop art, si delinea intorno agli anni sessanta negli Stati Uniti con la mostra del 1964 “The Painter and the Photograph” alla New Mexico University di Albuquerque, mentre sul piano internazionale l’affermazione della corrente avviene nel 1972. La parola Iperrealismo è stata coniata dal gallerista Isy Brachot nel 1973 e la parola che usò in francese "Hyperréalisme" diede il titolo alla mostra nella sua galleria di Bruxelles che raccoglieva allora i maggiori esponenti del movimento fotorealista americano ed europeo. 

## Pittori e scultori iperrealisti

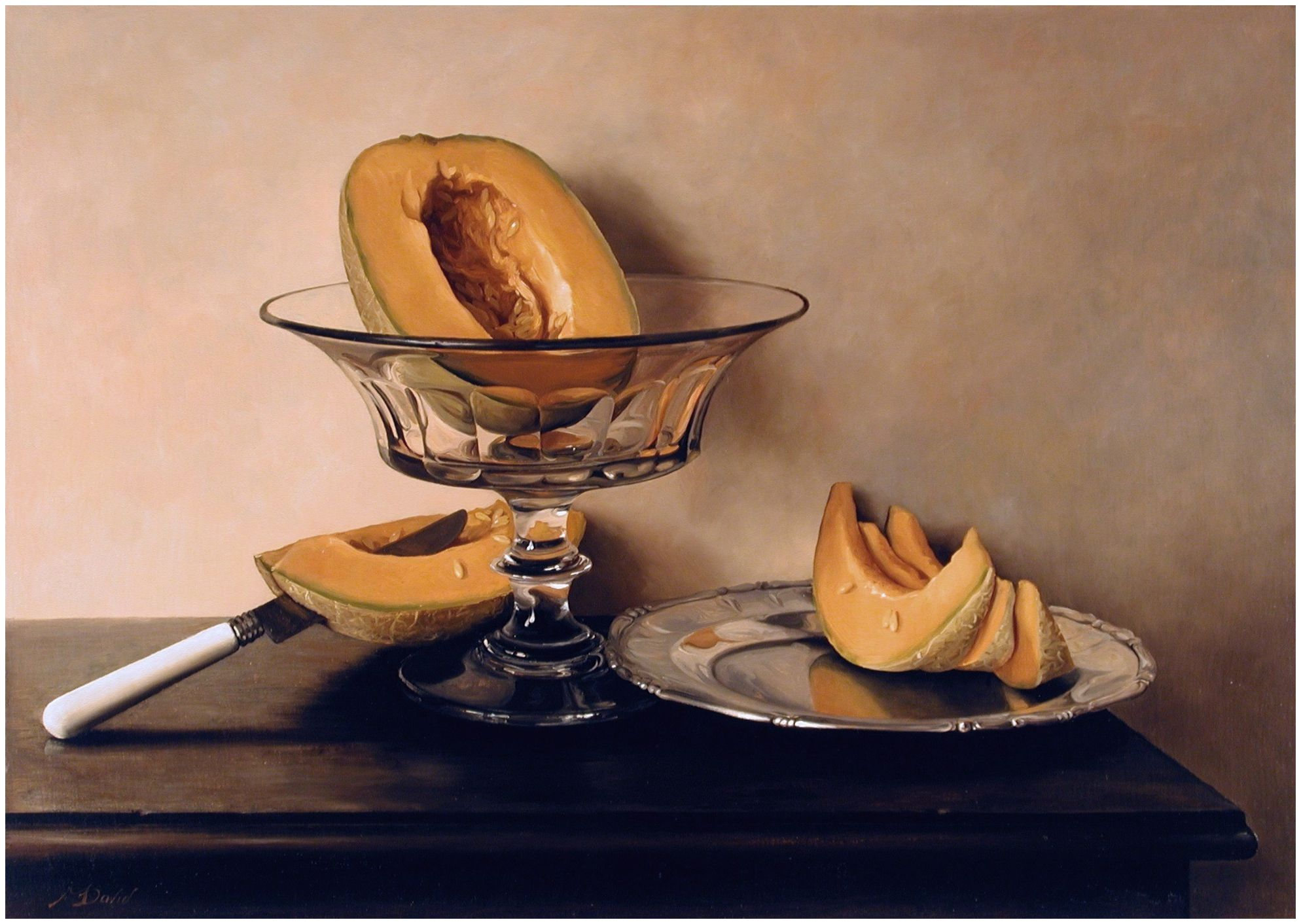
Mauro David, Fruttiera di cristallo con meloni (1999)

Tra i pittori più famosi ricordiamo gli americani Chuck Close, Richard Estes, Ralph Goings. 
Richard Estes viene considerato uno dei fondatori del movimento fotorealista internazionale della fine degli anni '80, egli dipinge soprattutto paesaggi urbani caratterizzati da molti dettagli. 
Il cosiddetto "fotografo a matita" Paul Cadden, il disegnatore che si diletta a riprodurre a mano fotografie in primo piano con un grado di dettaglio incredibile. Dalle innumerevoli rughe sul volto di una donna, dalle goccioline d'acqua fino allo sbuffo di fumo che fuoriesce da una sigaretta, tutto nei ritratti di Cadden appare assolutamente reale; al punto che le differenze tra il quadro e la fotografia sono impercettibili. L'artista stesso afferma: "Questo stile iperrealista si concentra molto di più sui dettagli che sui soggetti raffigurati. Sculture e dipinti iperrealisti non sono rigorose interpretazioni di fotografie, né sono illustrazioni letterali di una particolare scena o di un soggetto. Invece utilizzano elementi aggiuntivi, spesso sottili, per creare l'illusione di una realtà che non esiste o non può essere vista dall'occhio umano. Inoltre, si possono incorporare elementi tematici emotivi, sociali, culturali e politici come un'estensione dell'illusione visiva; insomma una visione diversa rispetto alla scuola, più vecchia e considerevolmente più letterale, del fotorealismo".

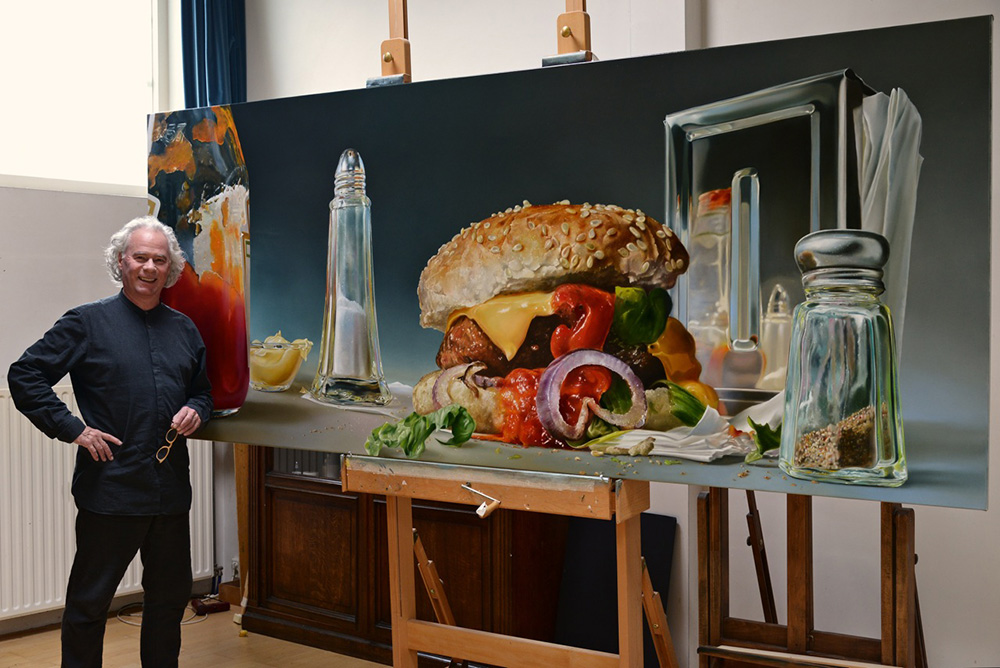
L'artista Tjalf Sparnaay davanti a una delle sue opere "megarealiste"

Non tutti gli artisti si servono delle tecniche fotografiche per riprodurre alla perfezione la realtà. Chuck Close, per esempio, nei suoi ritratti si serve intenzionalmente di fotografie sfocate oppure costruisce i volti sulla tela accostando tante piccole tessere di colore come se creasse un mosaico: in questo modo riesce a rappresentare l'impressione di un volto anche senza riprodurne esattamente la sembianza fisica. I volti sono rappresentati frontalmente e con uno sguardo vacuo ed inespressivo che cela l'anima della persona ritratta. Nel dipinto "Robert" ogni minuscolo tocco di colore è inserito in ciascun quadrato di una griglia che ne compone 104072. Variando la densità del colore e intervenendo decine di volte in ogni singola celletta, l'artista ottiene spettacolari effetti di illusionismo pittorico come nella resa dei capelli, della pelle, del gilet di lana lavorato a maglia.
Il pittore austriaco Gottfried Helnwein, è un pilastro dell'iperrealismo. Lo scopo principale dei suoi lavori è la provocazione, anche con immagini forti e sconvolgenti. In particolar modo egli denuncia gli abusi sugli innocenti, per questo i soggetti più rappresentati sono bambini (bambini soldato o vittime di violenza, pedofilia, guerra, povertà ecc.). I suoi dipinti sembrano vere e proprie foto, caratterizzati da tanti dettagli (ad esempio ricami e cuciture dei vestiti). Una caratteristica di molti suoi dipinti è la pelle molto bianca del soggetto, in contrasto con il sangue presente sul viso e sul corpo.

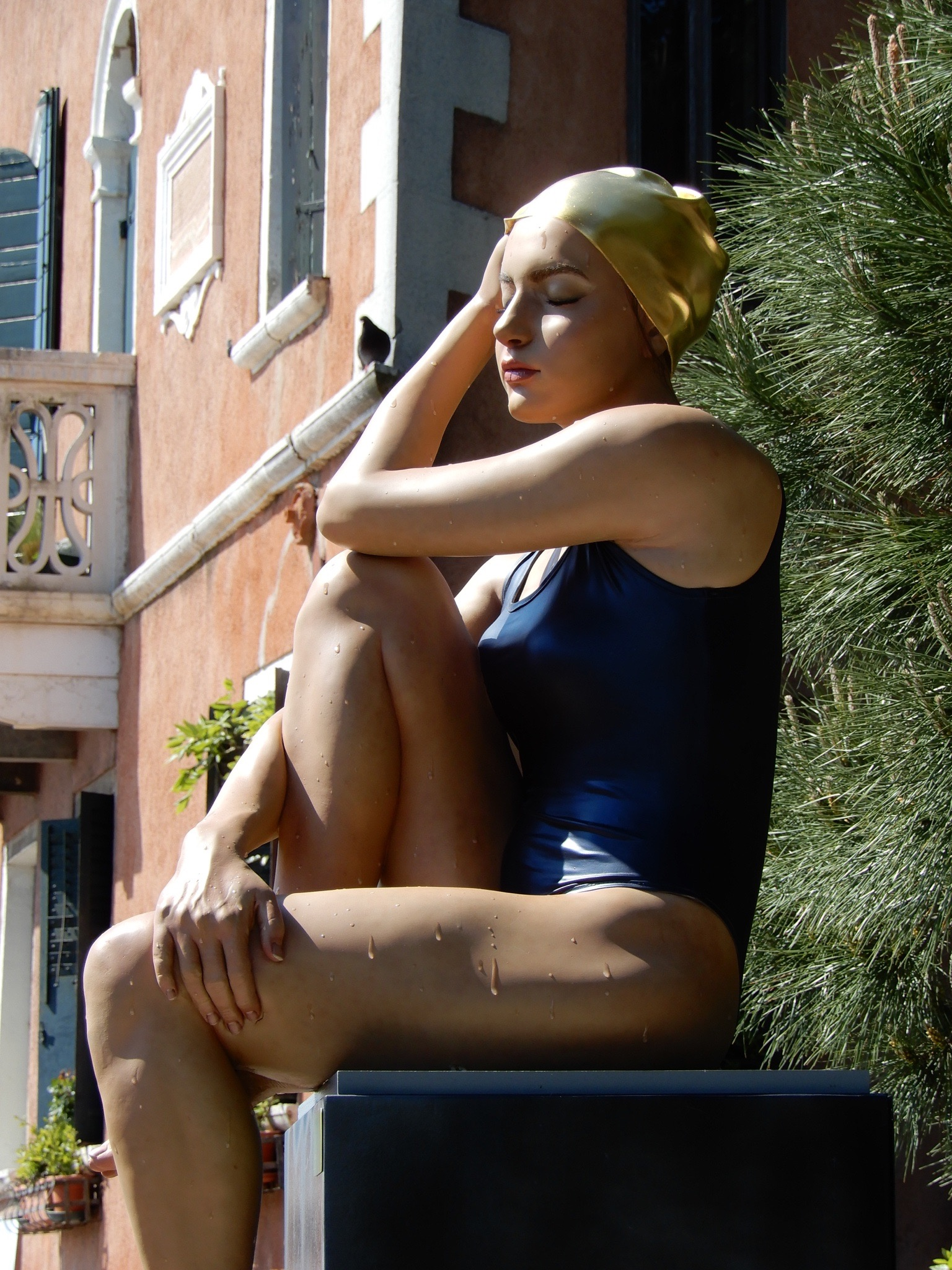
Carole Feuerman, The Midpoint (2017, Biennale di Venezia)

Invece tra gli scultori più conosciuti ricordiamo Duane Hanson, famoso per le sue creazioni raffiguranti persone comuni, spesso in atteggiamento lavorativo, o in atti di vita quotidiana, complete di acconciature altamente particolareggiate e abbigliate con vestiti e materiali (occhiali, sedia, tappeto ecc.) veri. L'impressione di verosimiglianza di tali lavori è enormemente accresciuta dalla loro collocazione nello spazio espositivo in posizioni intenzionalmente defilate (l'angolo di una stanza, un corridoio, una rampa di scale), così da sorprendere lo spettatore costringendolo a verificare se ciò che ha di fronte sia la realtà o una sua fedelissima riproduzione.
Un altro eccezionale esempio di scultore iperrealista è il californiano (di origine italiana) John De Andrea, che realizza calchi di nudi in cui non si accontenta di usare vestiti veri, ma si serve persino di capelli umani e disegna le rughe della pelle fino a riprodurre un'immagine quasi impietosa del reale. Egli, a differenza di Hanson, prediligeva i nudi femminili proprio per scatenare nell'osservatore una naturale attrazione fisica per le forme sinuose dei suoi soggetti, che immediatamente si trasforma in un sentimento di sinistra irrequietudine, poiché l'estremo realismo del soggetto, la sensualità delle sue forme e la loro immobilità induce a pensare di trovarsi di fronte a un cadavere. L'iperrealismo di De Andrea, in altre parole, sconfina in quel delicatissimo territorio della nostra conoscenza dove desideri erotici e istinti vitali si scontrano con il mistero angoscioso della morte.

## Esponenti dell'iperrealismo
- Roberto Bernardi
- Chuck Close
- Don Eddy
- John De Andrea
- Claudio Bravo Camus
- Richard Estes
- Carole Feuerman
- Ralph Goings
- Duane Hanson
- Gottfried Helnwein
- Antonio López
- Jorge Melício
- Marilyn Minter
- Ron Mueck